# Československé státní statky
Československé státní statky (slovensky Československé štátne majetky) národní podnik, zkratka ČSSS, n. p., se sídlem v Praze vznikl na základě vládního nařízení ze dne 30. prosince 1948 z bývalého státního podniku Československé státní lesy a statky a státního podniku „Pokusné statky výzkumných ústavů zemědělských“ ke dni 1. ledna 1949 jako forma socialistických zemědělských podniků všelidového vlastnictví (zpočátku řízené jako jeden národní podnik). Před únorem 1948 se na území Československa nacházelo 113 státních statků se zemědělskou výměrou 1 296 ha. Státní statky postupně přebíraly znárodněnou půdu bývalých velkostatků, zbytkových a církevních statků, ale také horských pastevních družstev, zemských národních výborů a neosídlenou půdu v pohraničí. Pod ČSSS (vzor socialistické zemědělské výroby) byla později začleňována také nerentabilní jednotná zemědělská družstva.
Celková výměra půdy čs. státních statků se po únoru 1948 zvětšila téměř na pětinásobek, v lednu 1948 činila 92 000 ha, k 1. lednu 1949 už se výměra zvedla na 146 473 ha a v září 1949 na 466 652 ha. Mezi základní typy ČSSS patřily státní statky s polní a živočišnou výrobou, státní šlechtitelské a semenářské stanice, státní školní statky, atd. Nejvyšším orgánem bylo zprvu „Ústřední ředitelství ČSSS“, po reorganizaci v roce 1952 krátce ministerstvo státních statků a později až do roku 1989 ministerstvo zemědělství a výživy.
Vzhledem k tomu, že na konci roku 1989 neexistoval v tehdejším ČSSR soukromý sektor, dvě třetiny zemědělské půdy obhospodařovala Jednotná zemědělská družstva (1 024 JZD) a jedna třetina státní půdy patřila 174 státním statkům s průměrnou výměrou 6 259 ha, bylo krátce po roce 1990 rozhodnuto, že činnost Státních statků bude ukončena. Hlavním úkolem československé zemědělské politiky 90. let 20. století bylo obnovení vlastnických práv k půdě a zemědělskému majetku (restitucemi, privatizací a transformací). Privatizace státních statků byla ve druhé etapě (1994–1996) téměř dokončena. V roce 2019 pokračuje proces likvidace zbytkových státních statků: Státní statek Bílý Kostel, s. p. v likvidaci; Státní statek Česká Kamenice, s. p. v likvidaci; Státní statek hl. města Prahy, s. p. v likvidaci; Státní statek Jeneč, s. p. v likvidaci; Státní statek Kuřim, s. p. v likvidaci.

## Historie
Státní lesy a statky (ČSLS), řízené VIII. odborem Ministerstva zemědělství, po únoru 1948 během několika měsíců rozrostly o stovky hektarů půdy, zejména o půdu konfiskovaných velkostatků, zbytkových statků, církevního majetku, Schwarzenberský majetek včetně půdy horských pastevních družstev, o majetek osídlenců, kteří z pohraničí odešli, o dosud neosídlenou půdu, též o půdu veřejnou (po likvidaci zemského zřízení). Jenom konfiskací zemědělského majetku a zákonem o revisi první pozemkové reformy vzrostl rozsah státních lesů a statků o 1 507 134 ha půdy, takže ke dni 1. října 1948 činila jeho celková rozloha zemědělské půdy státních statků a lesů 1 285 729 ha. ČSLS se tak v relativně krátké době staly největším obhospodařovatelem zemědělské a lesní půdy v Československu.
ÚV KSČ při svém listopadovém bilancování konstatoval, že statky svůj první politický úkol (napomáhat v procesu združstevňování) neplní. Statky se potýkaly s mnoha problémy, chybělo vybavení, státní statky přebíraly poničenou půdu, často zubožený dobytek, navíc majetek v pohraničí byl z valné části prostorově rozptýlený a jako zcela problémová se jevila i otázka zaměstnaneckého personálu. Centrální řízení zatěžovala i agenda přidružených podniků rybníkářských, šlechtitelských, pil a zpracování dřeva. Narůstala nekompetentnost v rozhodování při plnění úkolů. Za účelem nabytí nových poznatků v budování kolchozů a sovchozů vedení strany také naplánovalo první poválečnou návštěvu zemědělských pracovníků do Sovětského svazu (ta se uskutečnila až v roce 1950).
Dne 30. listopadu 1948 promluvil ministr zemědělství Július Ďuriš na socialistické akademii ve Slovanském domě v Praze „o novém životě na vesnici, o budovatelských úkolech a úkolech na cestě k socialismu“, které již předem padly v projevu Klementa Gottwalda na listopadovém zasedání ÚV KSČ a na jehož základě strana následně vytyčila program další zemědělské politiky.
Státní statky budou odděleny od státních lesů, budou reorganisovány na zásadách obchodního vedení národních podniků při plné iniciativě a osobní odpovědnosti jejich vedoucích kádrů, které budou přezkoušeny a zesíleny, a které více a více budou procházet politickým a odborným školením spolu se všemi zemědělskými pracovníky.
Svobodné slovo: list Československé strany socialistické, 1. 12. 1948, s. 2
Státní statky mají být především vzorem malým a středním rolníkům a konkrétním příkladem výhod velkovýroby v zemědělství. Zároveň státní statky budou pomáhat malým a středním rolníkům výhodnými dodávkami ušlechtilého osiva, sadby, plemenného materiálu, poradnickou službou, výzkumnictvím, organisací umělého osemeňování atd. Tak budou chránit malého a středního rolníka před závislostí a vykořisťováním vesnickými kapitalisty.
Svobodné slovo: list Československé strany socialistické, 1. 12. 1948, s. 2
Státní statky však také musí být důležitým činitelem pří splnění výrobního a vyživovacího plánu. Proto zavádíme právě velkovýrobu, jakož i velkovýkrm prasat, drůbeže, dobytka a ovcí na státních statcích a u ostatních veřejných podniků.
Svobodné slovo: list Československé strany socialistické, 1. 12. 1948, s. 2
Dne 22. prosince 1948 Národní shromáždění republiky Československé schválilo návrh zákona č. 312/1948 o organizaci státních lesů a statků, na jehož podkladě došlo ke zřízení dvou národních podniků Československé státní lesy a „Československé státní statky“, které měly lépe plnit politické a hospodářské úkoly lidově demokratické republiky v oblasti obhospodařování státního, lesního a zemědělského majetku. Ústřední ředitelství se měla zabývat plánováním výroby, kontrolou investičního a finančního výrobního plánu, zvelebovací činností a organizací práce a výchovou kádrů. Krajští provozní kontroloři a účetní revizoři (u lesů zmocněnci) v jednotlivých krajích měli při statcích působit jako mezičlánek mezi ústředním ředitelstvím a základními finančními jednotkami podniku. Základní bilanční jednotkou státních lesů byl stanoven celek o výměře 10–15 ha plochy, u státních statků byl základní bilanční jednotkou stanoven statek. V čele každé základní bilanční jednotky měl stát ředitel. Všechny nadbytečné články mezi základní jednotkou a ústředním ředitelstvím tak měly být zrušeny a jak konstatoval během schvalování návrhu zákona 22. prosince 1948 čerstvě jmenovaný generální ředitel Státních statků Josef Smrkovský, strana chtěla znát: „jen a jen hospodáře, pěstitele lesa, pěstitele a chovatele na stanicích, hospodáře rybniční, agronomy, zootechniky, mechanizátory, organizátory, účetní apod. a nikoho jiného“.

## Československé státní statky
Na vrcholu celého řídícího aparátu stála po celé složité období fungování státních statků Komunistická strana Československa, která svými závěry ze sjezdů (potažmo plén) diktovala podmínky, formy, způsob práce a personální obsazení na vedoucích pozicích. Národní podnik „Československé státní statky“ byl řízen centrálně. V průběhu téměř čtyřiceti let se ale (ve snaze vytvořit optimální model řízení) měnila stupňovitost organizační struktury s celou řadou různě komplikovaných řídících mezičlánků (okresní a krajské národní výbory, krajské správy státních statků, okresní i krajské zemědělské správy, územní odbory ministerstva, atd.) Celý proces nakonec vyvrcholil do formy jednotlivých samostatných státních podniků.
Vrcholným orgánem národního podniku „Československé státní statky“ bylo „Ústřední ředitelství ČSSS,“ tvořené generálním ředitelem (Josef Smrkovský) a správním sborem. Ředitelství se dále členilo na sekretariát a 7 odborných skupin, přičemž v každé odborné skupině stál v čele vrchní ředitel. Samotný národní podnik ČSSS tvořily správně výrobní odbory, zaměřené na: polní hospodářství, rybářství, ovocnářství, semenářství, zahradnictví, vinařství, šlechtitelské stanice, drůbežárny, inseminace skotu, mlékárny, mlýny a pekárny, lihovary, sušárny, cihelny, vápenky, společné dílny a odborná zařízení.

### Výchova kádrů
Dne 7. června 1949 bylo na zámku při Státním statku v Pohořelicích (1948–1995 Československé státní statky Praha, statek Pohořelice; Státní statek Pohořelice, n. p.; Státní statek Pohořelice, s. p.) otevřeno Ústřední učiliště Československých státních statků pro výchovu dělnických kádrů, kde měli být v pětiměsíčních kurzech připraveni funkcionáři z řad zemědělských i průmyslových dělníků a z řad mladých rolníků, kteří pak byli dosazeni v národním podniku Československé státní statky na pozice ředitelů a správců. Absolventi obdrželi nové stejnokroje, připravené pro delegáty první celostátní konference státních statků, která se konala ve dnech 17. a 18. prosince 1949 v Praze.
Druhá podobná škola byla otevřena v Lukavci na Pacovsku a třetí ve Vigľaši na Slovensku. Další kádry, hlavně z řad dělníků a drobných rolníků, měla vychovat mistrovská škola při státním statku v Kostelci n. Orlicí (hospodářský dvůr při starém zámku). Dne 7. června 1949 zahájila výuku také ovčácká škola v Tatranské Lomnici, jejímž úkolem bylo vychovávat odborné ovčácké kádry a též pracovníky pro zpracovávání ovčích produktů pro celou republiku. V roce 1950 byla na zámku Horky nad Jizerou otevřena Ústřední politická škola pro výchovu kádrů agronomů a zootechniků.
Všichni zaměstnanci dohromady musí se učit a musí znát základ všeho vědění a umění, marx-leninismus, učení strany. Statky proto započaly se školením kádrů. Jsou neustále prováděny kursy odborné, byly otevřeny první internátní školy pro chovatele prasat a dobytka. 7. června bude otevřeno v Pohořelicích na Moravě ústřední učiliště státních statků pro výchovu vedoucích kádrů, kde budou v pětiměsíčních theoretických  i praktických kursech vychovány vedoucí kádry pro statky z řad zemědělských a průmyslových dělníků a z řad mladých rolníků.
Protokol z IX. Sjezdu Komunistické strany Československa, s. 229

### Organizační struktura 1949–1950
Po připojení slovenské části a zjednodušení organizační struktury stály na vrcholu národního podniku „Ústřední ředitelství ČSSS“ se sídlem v Praze a „Oblastní ředitelství“ se sídlem v Bratislavě, zajišťující celopodnikovou agendou plánování, řízení a kontroly (včetně kádrové politiky). Nižší instanci tvořily základní závody tzv. statky (dříve ředitelství), ty sestávaly z pobočných statkových závodů tzv. hospodářství (dříve dvorů), tedy z jednotlivých hospodářských objektů (v rozmezí pěti až dvacetipěti). Celý statek tvořil jednu samostatnou bilanční jednotku, což znamenalo, že hospodařil na svůj účet u provozní a investiční banky. Vedení statku sestávalo z ředitele, kádrového referenta, geotechnika, zootechnika a z potřebného účetního personálu. Statek vedl správce. Jednotlivé statky měly rozlohu v průměru kolem 1500 hektarů (od 500 do 3000 hektarů). Obdobně byly organizovány statky rybářské. Inspekční a instrukční mezičlánek tvořily „krajské inspektoráty“ v sídlech krajů, zpravidla se jednalo o provozního, kádrového a účetního inspektora (popřípadě podle zaměření je doplňoval rybář, ovocnář či chmelař). Ve dnech 17.–18. prosince 1949 se konala I. celostátní konference ČSSS.
Za důležitou součást přípravy na celostátní konferenci státních statků bylo považováno zajištění služebních stejnokrojů pro dělnické delegáty. Ti si je pak mohli jako výraz ocenění zásluh odnést v podobě daru od ústředního ředitelství domů. K 1. září 1949 byly stejnokroje připraveny k předvedení. Jejich součástí byly pláště do deště, krátké zimníky, muži měli obdržet čepici se štítkem tzv. Masaryčku a ženy baret ze sukna. Knoflíky na uniformách byly opatřeny znakem ČSSS.
Národní archiv v Praze, AF Ministerstvo státních statků, kt. 86, inv. č. 178 
Po IX. sjezdu KSČ nahradili kádrové referenty na statcích a krajských inspektorátech „zástupci ředitelů pro politickou práci“ a v průběhu roku 1950 došlo na krajských inspektorátech ke zrušení všeobecného funkčního titulování „inspektor“, funkce inspektora nyní náležela jen vedoucímu krajského inspektorátu. Krajské inspektoráty posílily nejen personálně, ale byla na ně přenesena i funkce řídící. K podstatné organizační změně došlo až po roce 1951, jelikož v létě 1950 se uskutečnila dlouho plánovaná cesta vybraných pracovníků Československých státních statků do Sovětského svazu, kde měli načerpat zkušenosti pro budování kolchozů a sovchozů, zejména pak sovětského chozrasčotu. Sovětské zemědělské formy hospodaření se pro Československo ukázaly prozatím nevhodné.
n. p. Československé státní statky Radlík oslavil 20. srpna 1950 včasné a zdárné dokončení sklizně národními dožínkami. Slavnost byla zahájena průvodem zemědělců, který prošel ze Zbraslavi do bažantnice u ČSSS v Lahovicích. Manifestační průvod, ve kterém bylo mnoho alegorických vozů, znázorňující stále se stupňující rozkvět živočišné a rostlinné výroby ČSSS, rozvoj mechanizace našeho zemědělství, sledoval mezi mnoha diváky také předseda vlády Antonín Zápotocký, který po zahájení národních dožínek promluvil o práci a velkém významu ČSSS jako výrazného činitele našeho hospodářství a zemědělství. V rámci dožínkové slavnosti byl také proveden výmlat na Státním statku ve Vonoklasech. Na snímku Antonín Zápotocký při projevu v Lahovicích.
ČTK fotobanka

Ústřední ředitelství ČSSS čítalo kolem 1200 zaměstnanců a v 50. letech komunistům začali vadit jeho hlavní představitelé, generální ředitel Josef Smrkovský a generální inspektor Josef Hojdar. Vedení KSČ poukazovalo na to, že ve vedení statků stojí stále spousta tzv. „zbytkařů“ (bývalých majitelů zbytkových statků), bývalých velkostatkářů, vesnických boháčů a jiných „protilidových, republice cizích a nepřátelských živlů“, které také vinila z problematického hospodaření. Kritika na únorovém zasedání ÚV KSČ v roce 1951 vyústila v odchod mnoha zaměstnanců a v dubnu 1951 byl zatčen generální ředitel Josef Smrkovský. Na jeho místo nastoupil Karel Svoboda. S kádrovou obměnou se připravovala i nová organizační proměna.
Nový generální ředitel státních statků. Dne 21. června 1951 učinil v Pražském rozhlase projev nový generální ředitel Čs. státních lesů a statků Karel Svoboda „o úkolech, které ukládá vláda státním statkům k zajištění letošních žní.“ Zdůraznil zejména nutnost získat pro státní statky výpomoc pracovních sil z JZD, malých a středních rolníků a místních strojů. Vyslovil přesvědčení, „že i teď mohou byt státní statky nazývány skutečným vzorem socialistické velkovýroby.“ (Podle Čs. rozhlasu, Praha 21. června). Poznámka: Zpráva o rozhlasovém projevu generálního ředitele Karla Svobody potvrzuje, že po Josefu Smrkovském byl již jmenován nový generální ředitel státních lesů a statků.
 Výbor pro Svobodnou Evropu 1951: Zpráva o Československu č. 2097, s. 88
Karel Svoboda (* 26. října 1921 v Jihlavě) byl jako zemědělský pracovník, v různých funkcích od místních přes krajské až po ústřední orgány KSČ oddaný politické linii KSČ (v roce 1950 tajemník zemědělského oddělení ústředního sekretariátu KSČ), ve svých 30 letech kooptován do funkce generálního ředitele Čs. státních lesů a statků. Absolvoval Vysokou školu politických a hospodářských věd v Praze. Po ukončení studia byl v roce 1955 jmenován zástupcem ředitele Výzkumného ústavu zemědělské ekonomiky a 27. dubna 1956 (už na Vysoké škole ekonomické) obhájil disertační práci «Ekonomický rozbor vzorových stanov JZD» a získal hodnost kandidáta ekonomických věd. Zastával funkci vedoucího plánovacího a ekonomického odboru ministerstva zemědělství, byl dopisujícím členem Československé akademie zemědělských věd (od r. 1959), předsedou jejího ekonomického odboru a po určitou dobu zastával i funkci zástupce jejího Vědeckého sekretáře. Stal se předsedou redakční rady časopisu Zemědělská ekonomika a od roku 1970 vyučoval na VŠZ v Praze.

### Organizační struktura 1950–1951
Statek jako jednotný výrobní zemědělský celek, hlavní výrobní a bilanční jednotka v první instanci, měl pod sebou nižší útvary „hospodářství“, základní výrobní a účetní jednotky, vedená správci. U hospodářství se zpravidla jednalo o bývalý dvůr. Pro takové statky se používal název „ČSSS, n. p., statek v (např. Jaroměřicích nad Rokytnou)“. V roce 1950 došlo v důsledku narůstání majetku a tím pádem i ke zvyšování počtu prvoinstančních provozních a pracovních jednotek k novým organizačním změnám.
1. Vrcholnou organizační složkou nadále zůstalo „Ústřední ředitelství Československých státních statků“ (ÚŘ ČSSS) v čele s generálním ředitelem a jeho zástupcem, které se dělilo na pět oddělení:
  - organizační,
  - kontrolní a revizní,
  - bezpečnostní,
  - tiskové, informační a propagační a
  - administrativní a kancelářské.
2. Krajské inspektoráty jako orgán ministerstva zemědělství, zřízené zpravidla v sídle krajského národního výboru, se staly druhoinstančními orgány, které obdržely část pravomoci ÚŘ ČSSS (řídily, plánovaly a kontrolovaly činnost podniků ve svém obvodu). V čele inspektorátu stáli krajští inspektoři, kteří odpovídali za dodržování finančního plánu a zajišťovali potřebnou spolupráci mezi instancemi.
3. Statky (případně rybářství nebo větší průmyslové závody ČSSS) tvořily prvoinstanční složku, na nižším stupni pak hospodářství, která představovala základní výrobní a účetní jednotku v čele se správcem. Správce jmenoval (odvolával) na návrh ředitele statku generální ředitel.

Dnem 1. října 1951 vstoupil národní podnik Československé státní statky do likvidace a po ukončení likvidačního procesu byl národní podnik Československé státní statky vymazán z podnikového rejstříku. Tímto zaniklo také Ústředního ředitelství Československých státních statků (ÚŘ ČSSS). Ve druhé polovině padesátých let opět zesílil stranický tlak na totální kolektivizaci.

## Státní statky – samostatné národní podniky
Na základě vládního nařízení č. 82 ze dne 9. října 1951 o organizaci státních statků nařídila vláda státním statkům, aby lépe plnily zemědělský výrobní plán a staly se vzorem malým a středním rolníkům a jejich jednotným zemědělským družstvům při přechodu od malovýroby k vyšším formám zemědělské výroby. Vrcholovým orgánem pro vedení, řízení a plánování se stala „Hlavní správa státních statků“ (HSSS). Druhoinstanční „Krajské správy státních statků“, které nahradily „Krajské inspektoráty“, vedli ředitelé a těm podléhali ředitelé státních statků v jejich obvodu. Od 1. ledna 1952 nesly jednotlivé statky (a další samostatné složky národního podniku) jako samostatné národními podniky název: „Státní statek / slovensky Štátny majetok v (např. Hrušovanech nad Jevišovkou), národní podnik / slovensky národný podnik“, dále se členil na výrobní jednotky (oddělení statku), které se v rostlinné výrobě nazývaly „pracovními skupinami“, v živočišné výrobě „farmami“. V čele podniku stál ředitel, kterého jmenoval a odvolával ministr zemědělství a schvaloval politický sekretariát ÚV KSČ, odpovídal se vedoucímu krajské správy státních statků (zřízené 1. října 1951 jako orgán ministerstva zemědělství).  Státní statky se měly přizpůsobit modelu sovětských sovchozů, takže docházelo ke slučování hospodářství a provozoven. Státní statky, národní podniky, byly samostatnými právnickými osobami a samostatnými účetními jednotkami, hospodařícími na státním majetku.
Politický sekretariát ÚV KSČ schvaluje:...ředitele důležitých státních statků (31): a) Mělník, kraj Praha, b) Jindřich. Hradec, kraj Č. Budějovice, c) Rožmberk, kraj Č. Budějovice, d) Horšovský Týn, kraj Plzeň, e) Hamže, kraj Plzeň, f) Tachov, kraj Plzeň, g) Hřebeny, kraj Karlovy Vary, h) Skalná, kraj Karlovy Vary, ch) Krásný Dvůr, kraj Karlovy Vary, i) Žatec, kraj Ústí n. L., j) Libočany, kraj Ústí nad Labem, k) Most, kraj Ústí nad Labem, l) Mimoň, kraj Liberec, m) Choustníkovo Hradiště, kraj Hr. Krajové, n) Chlumec n. C., kraj Hradec Králové, o) Smiřice, kraj Hradec Králové, p) Trutnov, kraj Hradec Králové, r) Pelhřimov, kraj Jihlava, s) Pohořelice, kraj Brno, š) Hrušovany, kraj Brno, t) Bruntál, kraj Olomouc, ť) Hodonín, kraj Gottwaldov, u) Znojmo, kraj Brno, v) Albrechtice, (Osobl.), kraj Ostrava, w) Třeboň (ryb.), kr. Č. Budějovice, y) Cheb, kr. Karlovy Vary, x) Jindř. Hradec, kraj Č. Budějovice, xx) Zlatná, kraj Nitra, q) Holič, kraj Bratislava, z) Viglaš, kraj kraj Banská Bystrica, ž) Spišská Nová Ves, kraj Košice.
 Karel Kaplan, Kádrová nomenklatura KSČ 1948–1956

### Organizační struktura 1952–1955
Na základě zákona č. 90/1952 Sb., o zřízení Československé akademie zemědělských věd, byly opatřením ministra zemědělství ze správy ČSSS vyčleněny všechny výzkumné ústavy, ředitelství šlechtitelských a chovatelských stanic se všemi stanicemi a jimi spravovanými objekty. Vládním nařízením č. 6/1953 Sb. bylo k 31. lednu 1953 zřízeno „Ministerstvo státních statků“, které mělo na jednotlivých státních statcích zajišťovat hospodaření podle vzoru Sovětského svazu. Krajské správy státních statků byly přeměněny na Trusty státních statků (od 1. února 1953 trusty státních statků v krajích a od 16. května 1954 trusty společné pro více krajů), v jejichž čele stál ředitel. Z působnosti trustů byly postupně vyčleněny některé průmyslové podniky, státní rybářství, plemenářské statky, přidružená výroba a stavební podniky.
Po krátkém působení devíti měsíců bylo ministerstvo státních statků na základě vládního nařízení č. 77/1953 Sb. ze dne 11. září 1953 zrušeno a jeho agenda přešla opět pod ministerstvo zemědělství. Hlavní správy v regionech nahradily: Hlavní správa státních statků, Správa státních plemenářských statků a velkovýkrmen a Správa státních rybářství. Obrovské rozlohy státních statků přinášely problémy, které vyústily ve vládní nařízení č. 48/1955 Sb. ze dne 14. října 1955, které s účinností od 15. října 1955 opět zřídilo ministerstvo státních statků se čtyřmi podřízenými hlavními správami a sítí výrobně technických inspekcí, kterým podléhalo pět až devět státních statků.
Nedostatek pracovních sil v pohraničí mělo vyřešit vládní usnesení ze dne 26. ledna 1954 o plánu rozvoje hospodářství pohraničních okresů na rok 1954, které bylo v roce 1955 doplněno vládním návrhem, umožňujícím přesídlencům hospodaření na adaptovaných obytných hospodářských objektech, přičemž příděl pro přesídlence byl zvýšen z 15 na 20 tisíc korun. V roce 1955 byla zřízena vládní komise pro otázky dosídlení pohraničí. Ministr státních statků vyzdvihl velký význam mládežnických brigád (30 000 hektarů půdy leželo v pohraničí ladem, k obdělávání bylo zapotřebí 9 500 – 10 000 brigádníků), což sebou ale přineslo problémy s mládežnickými ubytovnami, které vykazovaly velké hygienické nedostatky. Nakonec dala vláda pokyn k politickému přesvědčování mládeže k trvalému dosídlení.
Poněvadž však výroba rostlinná se již nemůže plně zvládnout s dosavadními pracovníky, přijíždějí do obce statkům na výpomoc krátkodobé brigády z různých podniků a škol; vždy na týden, 14 dní, od senoseče do sesbírání brambor. Ale ani toto řešení, praktikované po několik let se nezdá vhodné a proto na jaře 1955 přijíždí do Dolní Vltavice skupina mladých chlapců a děvčat, kteří se ve svých domovských závodech přihlásili na roční zemědělskou brigádu do pohraničí. Z původního počtu asi 30 lidí, jsou někteří odesláni zpět domů, část jich přesunuta na Přední Zvonkovou a zbytek zůstal dodnes v Dolní Vltavici.
Státní statek – Kronika Dolní Vltavice

Trusty státních statků se od 1. ledna 1954 staly samostatnými rozpočtovými organizacemi podřízenými Hlavní správě státních statků. Po schválení nové organizační struktury ministerstva zemědělství byla zrušena „Správa státních plemenářských statků“ a „Velkovýkrmen státních statků“ se sídlem v Praze. Ostatní plemenářské statky byly opět podřízeny příslušným trustům státních statků a označovaly se názvem „Státní plemenářský statek v …“. Celkem šestnáct trustů státních statků (z toho pět na Slovensku) a v pěti krajích trust velkovýkrmen byly s účinností od 1. ledna 1956 zrušeny a jejich majetek, práva i závazky přešly přechodně na ministerstvo státních statků.
Krajský orgán Ministerstvo státních statků — trust v Českých Budějovicích byl likvidován dnem 31. 12. 1955. Jeho nástupcem se stal přechodný útvar nazývaný Ministerstvo zemědělství — hlavní správa II. v Českých Budějovicích se širokou územní kompetencí, zahrnující Českobudějovický, Jihlavský a Plzeňský kraj. Do této organizace patřily v Českobudějovickém kraji Státní statky Černá v Pošumaví, Český Krumlov, Hluboká nad Vltavou, Jindřichův Hradec, Kaplice, Malonty, Nové Hrady, Nový Dvůr (Netolice), Protivín, Tábor, Třeboň, Vimperk, Volary a Vyšší Brod, v Jihlavském kraji Státní statky Dačice, Havlíčkův Brod, Jaroměřice, Křižanov, Pelhřimov, Rantířov a Žirovnice, v Plzeňském kraji pak Státní statky Bor u Tachova, Čeminy, Hartmanice, Horšovský Týn, Kralovice, Lnáře, Stod, Tachov, Úlice a Veselí. 
Jihočeský sborník historický, 1988, s. 68
Vládním nařízením č. 19/1956 Sb., ze dne 16. června 1956 bylo zrušeno Ministerstvo státních statků a z Ministerstva zemědělství bylo vytvořeno Ministerstvo zemědělství a lesního hospodářství.

### Organizační struktura 1956–1959
Po zřízení Ministerstva zemědělství a lesního hospodářství  s „Ústřední správou státních statků“ vznikly při krajských národních výborech „Správy zemědělství a lesního hospodářství“, při okresních národních výborech „Odbory zemědělství a lesního hospodářství“. Státní statky spadaly přímo pod KNV a byly řízeny a kontrolovány zemědělskou správou. V čele správy stál vedoucí zemědělské správy, který vedl oddělení plánovací a ekonomické, oddělení pro zemědělskou výrobu a oddělení pro budování JZD. Vedoucímu zemědělské správy byli podřízeni: vedoucí kádrový pracovník a zástupce vedoucího zemědělské správy.
Vzhledem k tomu, že zemědělské odbory ONV se na přímém řízení nepodílely, sestávala jejich agenda z činnosti vyhledávání vhodných kádrů a vyjadřovaly se k návrhu na jmenování ředitele státního statku.
Odbor zemědělství a lesního hospodářství při ONV v Pardubicích se zabýval vedením seznamů odborníků v zemědělství, plány rozvoje zemědělství okresu Pardubice, plány zemědělské výroby jednotlivých obcí okresu, shromažďoval zápisy ze schůzí JZD v okrese, schvaloval jejich výrobní plány a rozpočty, řešil pozemkové záležitosti, týkající se vnosů, konfiskací, výkupů, evidoval pronájmy mysliveckých honiteb, či řešil umisťování studentů do zemědělských učilišť.
Státní okresní archiv Pardubice
Hospodaření na státních statcích se nelepšilo, statky se stále potýkaly s neúměrným překračováním nákladů, nedařilo se jim naplnit politický úkol (být vzorem socialistické velkovýroby) a nejzávažnějším (stále přetrvávajícím) problémem byl značný nedostatek odborných pracovníků a kvalifikovaných dělníků. Výrobní produkci státních statků snižovaly také krádeže produktů jak vlastními zaměstnanci, tak i ostatním obyvatelstvem. V červenci 1956 zřídilo ministerstvo zemědělství a lesního hospodářství na státních statcích pro oblasti investic, generálních oprav a drobné zemědělské výstavby „podnikové ředitelské fondy“. V roce 1957 zavedlo na státních statcích povinnost organizovat tzv. „závodní školy práce“. Podle Organizačního řádu závodních škol práce, který byl uveřejněn ve věstníku Ministerstva zemědělství, lesního a vodního hospodářství ze dne 14. 6. 1957, stál v čele školy metodický sbor.
V roce 1958, kdy byl jmenován ředitelem „Ústřední správy státních statků“ Jaroslav Novotný a náměstkem ministra zemědělství a lesního hospodářství Ing. František Kord, se změnila „Hlavní správa státních statků“ na „Správu státních statků“. V popředí uložených úkolů stála decentralizace státních statků (hlavně u strojních a traktorových stanic, které přešly do působnosti okresních národních výborů). Ve stejném roce začal vycházet pro pracovníky státních statků a státních rybářství odborný časopis «Státní statky» (1958–1988). První číslo časopisu zdůraznilo ústy náměstka ministra zemědělství a lesního hospodářství Ing. Františka Korda, že „Prvním a hlavním úkolem státních statků je názorně ukazovat širokým masám družstevníků a rolníků velké výhody a přednosti socialistické zemědělské velkovýroby“. V důsledku nedostatečného dosídlení pohraničí se státní statky stále potýkaly s nedostatkem pracovníků.
Zemědělský odbor rady okresního národního výboru v Pacově spolu s finančním odborem okresního národního výboru Pacov, předávají tímto zápisem zástupcům „československým státním statkům Pelhřimov“ jednotné zemědělské družstvo Těchobuz, které bylo zrušeno výměrem rady krajského národního výboru zemědělského odboru v Jihlavě č. j. zem. – 10856- Pn 56 ze dne 4. 12. 1956. Československé státní statky přejímají budovy, pozemky, živý inventář, mrtvý inventář a zásoby na základě skutečného zjištění ku dni převzetí s přihlédnutím ke směrnicím ministerstva ze dne 29. 11. 1954 č. j. 248376 /1954- 003...Budovy: Budovy čísla 1., konfiskát, bude předán administrativní dohodou s přihlédnutím k stavu a odhadu odboru pro výstavbu rady okresního národního výboru v Pacově. Budova č.p. 9 předává se administrativní dohodou ze dne 18. 1. 1957. Jedná se o propadlý majetek. Budova č.p. 10., dar československému státu předává se administrativní dohodou ze dne 18. 1. 1957.
Kronika obce Těchobuz 1957

### Organizační struktura 1960–1969
V návaznosti na novou územní reorganizací okresů a krajů podle zákona č. 36/1960 Sb. bylo vydáno vládní usnesení č. 328 ze dne 20. dubna 1960, které posílilo úlohu okresních národních výborů (ONV). Vláda si od tohoto kroku slibovala snížení nákladů a celkové zvýšení efektivnosti hospodaření na státních statcích. Na ONV byly zřízeny „zemědělské odbory“, které prostřednictvím ředitele státní statky přímo řídily.
Po vzniku „Ministerstva zemědělství, lesního a vodního hospodářství“ (MZLVH) se v důsledku nejen dlouhodobého nevyhovujícího systému řízení, ale i nadměrné výměry půdy státních statků přikročilo k jejímu zmenšování, takže z původních 168 státních statků o průměrné velikosti 6 232 ha bylo vytvořeno 365 státních statků s průměrnou výměrou 2873 ha, přičemž Zemědělské odbory ONV personálně a organizačně posílily.
V roce 1962 bylo ale konstatováno, že státní statky hospodařily nejhůře za několik posledních let, kritice byly podrobeny výsledky hospodaření, oslabení kontroly, špatná ochrana socialistického vlastnictví. Na pořad dne se opět dostala také otázka nízké kvalifikace vedoucích kádrů a zaměstnanců, o čemž svědčí několik dopisů adresovaných ministrovi, ve kterých se například uvádělo:
...„že z obsazených míst technických kádrů má jen asi 30% pracovníků potřebné školní vzdělání a předběžnou praxi, 70% ostatních pracovníků má jen základní školní vzdělání a částečnou praxi, z nich však víc než polovina nemá předpoklady pro výkon funkce a je ponechána na místě proto, že není za ně náhrada. Mnozí na to hřeší, což vede k neodpovědnosti a dezorganizaci“...„ředitel není zemědělec, nemá žádné odborné vzdělání, ostatním technickým kádrům chybí technické znalosti, v účtárně není prováděna revize hospodaření“...
Národní archiv v Praze, AF Ministerstvo státních statků, kt. 32, inv. č. 57 
Usnesení ÚV KSČ ze dne 3. a 4. dubna 1963 uložilo vládě ČSR nový úkol – postavit státní statky na „výrobní podnikový základ“. Na podkladě zákona č. 3/1963 Sb. byly vytvořeny okresní výrobní zemědělské správy (OVZS) a krajské výrobní zemědělské správy (KVZS), řídící orgány JZD a státních statků, které odpovídaly za stav a zajištění zemědělské výroby ve svém obvodu (v roce 1967 přetvořené na okresní zemědělská sdružení). Do podnikového systému řízení pak byly zavedeny „tarifní kvalifikační katalogy“, které stanovily pro státní statky speciální profese a zařadily je do tarifní třídy:
- zemědělské pěstitele do 3. – 6. třídy (podle specializace na úsek polního hospodářství, úsek pěstování vinné révy, chmele, pěstování papriky, aromatických a léčivých rostlin, úsek pěstování tabáku nebo šlechtění a množení rostlin),
- zemědělské mechanizátory do 4. – 6. třídy,
- zahradníky do 3. – 6. třídy,
- ošetřovatele skotu, prasat, koní, ovcí, drůbeže do 3. – 7. třídy,
- včelaře do 3. – 5. třídy a
- ošetřovatele kožešinových zvířat do 4. – 6. třídy. Samostatné povolání kočího bylo zrušeno a zahrnuto pod profesi ošetřovatele koní.[39][4]

Do kompetence výrobních zemědělských správ patřilo zřizování vzdělávacích kurzů pro pracovníky v zemědělství (např. Výrobní zemědělská správa pro okres Ústí nad Orlicí zřizovala kurzy pro mladé lidi od 15 do 26 let pro vzdělání v profesích: pěstitel zemědělských plodin pro úsek polního hospodářství, pěstitel zemědělských plodin pro úsek šlechtění a množení rostlin, zemědělský mechanizátor, ošetřovatel skotu, ošetřovatel prasat, ošetřovatel drůbeže, opravář zemědělských strojů, svářečský kurz, kurz pro získání řidičského průkazu).
V roce 1964 řídilo Ministerstvo zemědělství, lesního a vodního hospodářství prvoinstančně (ústřední orgán) tři odvětví: zemědělství, lesní hospodářství a vodní hospodářství. Velkou část zemědělských výrobních závodů řídilo prostřednictvím Výrobních zemědělských správ, některé ústředně (specializované výrobní, technické a ostatní úseky a výzkumné ústavy)a JZD ve spolupráci s národními výbory.
V rámci federativního uspořádání Československé socialistické republiky provedl ministr zemědělství a výživy (MZVž) a pověřenec Slovenské národní rady pro zemědělství a výživu dnem 1. ledna 1969 celou řadu organizačních opatření, přičemž ministerstvo řídilo přímo následující organizace:
- hospodářské organizace (oborová ředitelství, oborové podniky, národní podniky a státní hospodářské organizace),
- rozpočtové organizace,
- krajská oddělení MZVž ČSR,
- okresní zemědělská sdružení a jimi řízené organizace podle jednotlivých krajů,
- organizace v resortu zemědělství a výživy řízené národními výbory,
- společenské organizace.

Na základě výnosu č. j. II/4-1178-44/68 z 20. prosince 1968 bylo z výrobní hospodářské jednotky „Lihovary a konzervárne, trust podnikov, Bratislava“ byly vyčleněny všechny dosavadní státní hospodářské organizace se sídlem v Praze, Mochově, Českých Budějovicích, Plzni, Ústí nad Labem, Novém Městě nad Metují, Brně, Uherském Hradišti a v Olomouci. Následovalo zřízení oborového ředitelství Konzervárny a lihovary – oborové ředitelství Praha se sídlem v Praze, oborové ředitelství Drůbežářský průmysl – oborové ředitelství, Praha, se sídlem v Praze.

### Organizační struktura 1970–1989
Po XIV. sjezdu KSČ v roce 1970 a přijetí zákona č. 37/1972 Sb. byly zřízeny okresní zemědělské správy (OZS) a krajské zemědělské správy (KZS). U některých státních statků zůstalo oborové řízení zachováno. Okresní zemědělské správy obdržely spoluúčast na řízení JZD, státních statků, společných zemědělských podniků a dalších seskupení kooperujících se zemědělskou výrobou. V čele okresních zemědělských správ stál ředitel, jmenovaný a odvolávaný na návrh krajské zemědělské správy ministr MZVž ČSR.
Do státního zemědělského sektoru spadaly: JZD a státní statky (jako hlavní socialistické zemědělské organizace), společné zemědělské podniky, oborové podniky (řízené KZS nebo MZVž ČSR se svými odštěpnými závody), šlechtitelské a semenářské podniky, plemenářské podniky a podniky se specifickými výrobními úkoly a velkovýkrmny, státní statky n. p. (řízené OZS nebo KZS), školní statky a polesí pro účelovou výchovu, speciální podniky (státní rybářství, lesní závody státních lesů, statky bývalých škol, atd.), plemenářské a semenářské statky, ústavy a zařízení Státní veterinární správy, strojní traktorové stanice, opravny zemědělských strojů, Agroprojekt, zemědělské stavby a meliorační družstva, podniky zemědělského zásobování a nákupu.
S nástupem normalizace se socialistické zemědělství neslo na vlně zvýšené centralizace, racionalizace, koncentrace a specializace zemědělské výroby, která sebou přinesla výstavbu velkopodniků pro chov prasat a drůbeže, docházelo ke slučování JZD, na základě sdružování finančních prostředků budovaly státní statky ve spolupráci s národními výbory i místními průmyslovými závody školky, kulturní a sociální zařízení.
Organizační změny k 1. lednu 1975 se týkaly vytváření nových celookresních státních statků a v některých okresech také slučování dalších statků. Na podkladě zákona č. 123/1975 Sb., o užívání půdy a jiného zemědělského majetku k zajištění výroby, byly zřízeny čtyři nové celookresní podniky státních statků, podřízené krajským zemědělským správám: Státní statky Karlovy Vary, Chomutov, Bílina a Ústí nad Labem, dva podniky byly řízeny přímo ministerstvem: Státní statky v Tachově a oborový podnik Velkovýkrmny.
Původní počet 250 podniků státních statků z roku 1967 po organizačních změnách klesl na 137 (řízených okresními zemědělskými správami), 8 podniků (řízených krajskými zemědělskými správami). Výrobně hospodářská jednotka OSEVA (VHJ OSEVA) měla 23 semenářských státních statků a VHJ Státní plemenářské podniky měla 3 specializované plemenářské podniky. Mezi největší Státní statky patřily: Státní statky Šumava, Bruntál, Tachov, Velkovýkrmny, Karlovy Vary, Cheb, Chomutov, Bílina, Sokolov a Ústí nad Labem (zabíraly celkem třetinu veškeré výměry státních statků).
K dalšímu slučování došlo k 1. lednu 1976, kdy se v ČSR po všech organizačních změnách nacházelo 150 zemědělských podniků se statutem státního statku (bez započtení krajských šlechtitelských a semenářských podniků a státních rybářství). V působnosti okresních zemědělských správ zůstalo 113 podniků (i s podniky se specifickým účelovým výrobním zaměřením), přičemž 23 okresních zemědělských správ řídilo po jednom státním statku, 12 okresních správ po 2 statcích, 6 okresních správ po 3 statcích, 4 okresní správy po 4 statcích, 4 okresní správy po 5 statcích a 2 okresní správy po 6 statcích. V roce 1978 existovalo v ČSR již jen 175 státních statků s průměrnou výměrou 8 346 hektarů (z původních 334 s průměrnou výměrou 4 290 hektarů).
| Kraj           | Statky řízené OZS/KZS | Oseva | Státní plemenářské podniky | Statky řízené MZVž | Celkem |
| -------------- | --------------------- | ----- | -------------------------- | ------------------ | ------ |
| Středočeský    | 25                    | 3     | 0                          | 2                  | 30     |
| Jihočeský      | 3/1                   | 3     | 1                          | 0                  | 8      |
| Západočeský    | 11/3                  | 2     | 1                          | 1                  | 18     |
| Severočeský    | 24/3                  | 2     | 0                          | 0                  | 29     |
| Východočeský   | 22                    | 4     | 1                          | 0                  | 27     |
| Jihomoravský   | 14                    | 5     | 1                          | 0                  | 20     |
| Severomoravský | 14/1                  | 3     | 0                          | 0                  | 18     |
| Celkem         | 113/8                 | 22    | 4                          | 3                  | 150    |

Na konci 70. let 20. století se státní statky vyskytovaly ve třech právních formách:
1. národní podniky (zpravidla s dvoustupňovou organizační strukturou podnik-provoz),
2. oborové podniky státních statků (s třístupňovou organizační strukturou podnik-závod-provoz) a
3. VHJ (Výrobně hospodářská jednotka) neboli trust podniků účelových státních statků (šlechtitelských, semenářských a plemenářských podniků).[4]

V roce 1980 byl vydán poslední vzorový organizační řád pro statní statky (MZVž ČSR 1980) a podlé něj vypracovaly všechny statní statky v ČSR své vlastní organizační řády (ústředí ředitele, ústředí výrobní, popřípadě ústředí rostlinné a živočišné výroby, ústředí technického rozvoje a služeb a ústředí ekonomické). Součástí řádu byly i čtyři vzory organizačních schémat se dvou a třístupňovou organizací řízení.

## Semenářské a šlechtitelské státní statky
V roce 1946 se na území Českých zemí nacházelo 39 šlechtitelských stanic (státních, družstevních a soukromých), mezi ty největší patřily podniky: Sativa, Selekta a Elita Brno. V průběhu let 1945–1948 byly založeny šlechtitelské stanice: r. 1945 Hrádek u Pacova, Stránecká Zhoř, Sibřina, r. 1946 Slavice, Kostelec u Křížků, Veltrusy-Ostrov, Perná, Velké Žernoseky, r. 1947 Hladké Životice, Česká Bělá, Smržice, Velké Losiny, r. 1948 Bystřice nad Perštejnem, Dobřenice. Na podkladě zákona č. 126 ze 6. března 1948 byly znárodněny všechny důležité československé šlechtitelské podniky. Všechny znárodněné podniky a konfiskáty německých šlechtitelských a semenářských podniků řídila „Správa státních statků“. V roce 1949 byla zřízena v rámci Státních statků samostatná sekce 6. odboru Státních statků „Oseva“, od roku 1951 pod správou Ředitelství šlechtitelských a chovatelských stanic (ŘŠCHS) a k 1. lednu 1951 byl podle vyhlášky č. 95/1951 Ú.l. zřízen Ústřední kontrolní a zkušební ústav zemědělský (ÚKZÚZ).
V roce 1952 došlo podle vládního usnesení č. 277/1952 Ú.l. k oddělení šlechtění a semenářství od Československých státních statků (ČSSS), Oseva byla zrušena a správu převzaly nově založené „Krajské výzkumné ústavy zemědělské“ (KVÚZ), přičemž výroba osiv a sadby byla začleněna do nově zřízených Krajských podniků osiv a sadby (KPOS). Zákonem č. 90/1952 ze dne 12. prosince 1952 vláda zřídila Československou akademie zemědělských věd, v jejíž dikci se nacházelo 5 hlavních výzkumných ústavů a od 1. ledna 1956 dalších 14, řada výzkumných a šlechtitelských stanic.
K dalším změnám došlo výnosem Ministerstva zemědělství č.j. 250.730/55 ze dne 24. prosince 1955, kdy byly z důvodu sloučení šlechtitelské a semenářské činnosti zrušeny KVÚZ a KPOS a v jednotlivých krajích je nahradily nově zřízené šlechtitelské a semenářské podniky (ŠSP), v nichž byly začleněné i šlechtitelské stanice. Množení osiv a sadby měly na starosti okresní, oblastní a specializovaná semenářská hospodářství Státních statků a JZD. „Sdružení šlechtitelských a semenářských podniků“, jehož součástí byl od r. 1957 též n. p. „Sempra“ (původně Ústřední podnik pro zeleninová a květinová semena), od 1. ledna 1959 další slovenské šlechtitelské a semenářské podniky ŠSP Bratislava, ŠSP Víglaš, ŠSP Košice.

### Organizace šlechtění a semenářství 1960–1976
Po nové územní organizaci v roce 1960 (v českých zemích 7 krajů, na Slovensku 3 kraje) došlo k redukci šlechtitelských a semenářských podniků (ŠSP):
- ŠSP Praha – Dolní Počernice: ŠS Stupice, Kostelec u Křížků, Lysá nad Labem, Veltrusy – Ostrov, Neústopovské Otradovice,
- ŠSP Tábor: ŠS Slapy u Tábora, Červený Dvůr, Větrov, Švamberk, Hrádek u Pacova, Pacov, Vyklantice, Palupín,
- ŠSP Lužany u Přeštic: ŠS Lužany, Krukanice, Velhartice,
- ŠSP Doksany nad Ohří: ŠS Hrdly, Koštice, Libochovice, Loucká, Těchobuzice, Vrbičany, Velké Žernoseky,
- ŠSP Choceň: ŠS Turnov, Dětenice, Chlumec nad Cidlinou, Dobřenice, Dobrá Voda u Holic, Uhřetice, Domoradice, Česká Bělá, Keřkov,
- ŠSP Brno: ŠS Branišovice, Bystřice nad Pernštejnem, Čejč, Čelechovice na Hané, Hrubčice, Kralice na Hané, Perná, Polešovice, Slavice, Stránecká Zhoř, Smržice, Valtice, Velehrad, Velké Pavlovice, Znojmo, Želešice,
- ŠSP Olomouc – Holice: ŠS Hladké Životice, Melč, Nerad, Horní Moštěnice, Stará Ves, Velké Losiny.

Od roku 1961 stály v čele šlechtění Hlavní specializované šlechtitelské stanice (HSŠS): Branišovice (obiloviny), Čejč (kukuřice), Dětenice, později Čelechovice (luskoviny), Větrov (pícniny), Keřkov (brambory), Česká Bělá (přadné rostliny), Bučany (semenné okopaniny), Hrdly, později Turnov (zeleniny), Libochovice (květiny), Těchobuzice (ovocné plodiny), Chlumec nad Cidlinou, později Slapy u Tábora (olejniny, později i len), Stupice (mutační šlechtění).
V roce 1966 vznikl pro šlechtitelské a semenářské podniky v Čechách a na Moravě „Oseva, oborové ředitelství ŠSP v Praze“ (s agendou plánování, operativního řízení a rozvoje šlechtění a semenářství), pro Slovensko „Oblastné riaditelstvo v Bratislave“, z jednotlivých šlechtitelských a semenářských podniků byly vyčleněny semenářské státní statky s podřízeností Oborovému ředitelství (od r. 1969 samostatný slovenský „Slovosiv“).
Oborovému ředitelství Šlechtitelských a semenářských podniků v Praze (Oseva) byly podřízeny šlechtitelské a semenářské podniky a semenářské státní statky:
- Velkovýkrmny – státní statky, podřízené oborovému podniku Velkovýkrmny v Řepích u Prahy;
- Plemenářské podniky, podřízené oborovému ředitelství Státní plemenářské správy v Řepích u Prahy;
- Státní rybářství, oborový podnik, České Budějovice;
- Drůbežnictví, oborový podnik v Xaverově s přidruženými podniky v Chrustenicích a v Ivánke pri Dunaji (Bratislava-venkov);
- Statky a lesy Kynžvart, oborový podnik, Lázně Kynžvart;
- Státní statky v Tachově, oborový podnik, Tachov;
- Státní statek, národní podnik, Most;
- Státní statky, národní podnik, Bruntál.[46][47]

Výrobní hospodářská jednotka „Sempra“ (VHJ Sempra), oborový podnik, se sídlem v Praze (specializovaný na šlechtění, množení a čištění zeleninových a květinových semen a sadby) byla zřízena ministerstvem zemědělství a lesního hospodářství s účinností od 1. ledna 1967, k té byly přidruženy účelové státní hospodářské organizace. Výrobně hospodářské jednotky tvořily: Sempra, oborový podnik, se sídlem v Praze, Výzkumný a šlechtitelský ústav ovocnářský v Holovousích, Výzkumný a šlechtitelský ústav zelinářský v Olomouci, Výzkumný a šlechtitelský ústav okrasného zahradnictví v Průhonicích a Státní statek Mikulov, národní podnik. Mezi odštěpné závody VHJ Sempra patřily: Kadaň, Hradec Králové, Veleliby, Děčín, Olomouc a Kroměříž, od r. 1980 Státní statek Heřmanův Městec.

### Organizace šlechtění a semenářství 1977–1989
Výrobní hospodářskou jednotku „Oseva“ (VHJ Oseva), šlechtitelské a semenářské podniky, trustu podniků Praha, tvořily od roku 1977: generální ředitelství (GŘ), které řídilo národní podniky a účelové organizace, a od MZVŽ obdržela VHJ Oseva přičleněné plodinové výzkumné ústavy (organizačně spojené s vybranými šlechtitelskými stanicemi):
- OSEVA, Výzkumný a šlechtitelský ústav obilnářský, Kroměříž (se 6 šlechtitelskými stanicemi, ŠS Branišovice, ŠS Čejč, ŠS Krukanice, ŠS Stupice, ŠS Uhřetice),
- OSEVA, Výzkumný a šlechtitelský ústav technických plodin a luskovin, Šumperk Výzkumná stanice Uherský Ostroh, Výzkumná stanice Opava, ŠS Horní Moštěnice, ŠS Chlumec nad Cidlinou, ŠS Lužany u Přeštic a ŠS Slapy u Tábora),
- OSEVA, Výzkumný a šlechtitelský ústav bramborářský, Havlíčkův Brod (ŠS Keřkov, ŠS Pacov, ŠS Velhartice, ŠS Bystřice n. P., ŠS Vyklantice, ŠS N. Otradovice),
- OSEVA, Výzkumný a šlechtitelský ústav řepařský, Semčice (ŠS Dobřenice, ŠS Kostelec u Křížku, ŠS Kralice na Hané),
- OSEVA, Výzkumný a šlechtitelský ústav pícninářský, Troubsko (ŠS Červený Dvůr, ŠS Domoradice, ŠS Hladké Životice, ŠS Libochovice, ŠS Slavice, ŠS Větrov a ŠS Želešice).

V krajích byly k zabezpečení semenářské činnosti vytvořeny orgány Osevy „krajské semenářské podniky“ (KSP), které nahradily šlechtitelské a semenářské podniky (ŠSP). Jejich odštěpnými závody se staly semenářské státní statky, ty měly zajišťovat výrobu osiv pro potřeby kraje (popřípadě i pro jiné oblasti). Součástí KSP se staly též čisticí stanice osiv.
- Oseva, krajský semenářský podnik Praha (Středočeský kraj): Semenářský státní statek Nymburk, 12 okresních semenářských středisek (OSS), 4 oblastní čisticí stanice osiv (OČSO), 16 čisticích stanic osiv (ČSO).
- Oseva, krajský semenářský podnik Tábor (Jihočeský kraj): Semenářský státní statek (SSS) Pelhřimov, SSS Protivín, 6 OSS, 4 OČSO, 15 ČSO.
- Oseva, krajský semenářský podnik Lužany (Západočeský kraj): SSS Horšovský Týn, SSS Horažďovice, 7 OSS, 6 OČSO a 3 ČSO.
- Oseva, krajský semenářský podnik Litoměřice (Severočeský kraj): SSS Louny-Cítoliby, SSS Horní Beřkovice se Šlechtitelskou stanicí Velké Žernoseky, 3 OSS, 1 OČSO a 5 ČSO.
- Oseva, krajský semenářský podnik Choceň (Východočeský kraj): SSS Havlíčkův Brod, SSS Chrudim, SSS Svobodné Dvory, 9 Semenářských stanic (SS), 5 OČSO a 13 ČSO.
- Oseva, krajský semenářský podnik Brno (Jihomoravský kraj): SSS Jaroměřice nad Rokytnou, SSS Jihlava, SSS Prosiměřice, SSS Slavkov u Brna, SSS Velké Pavlovice, řídil šlechtitelské stanice – ŠS Perná, ŠS Polešovice, ŠS Velké Pavlovice, ŠS Znojmo, dále měl 10 OSS, 4 OČSO a 28 ČSO.
- Oseva, krajský semenářský podnik Olomouc (Severomoravský kraj): SSS Javorník, 7 OSS, 5 OČSO a 13 ČSO.

Vedle toho existovaly zvláštní podniky Osevy:
- Semenářský státní statek Brezno,
- Oseva, oborový projektový ústav Havlíčkův Brod,
- Oseva, technický rozvoj, národní podnik Litomyšl.

Obdobný organizační systém platil i pro výzkum, šlechtění a výrobu osiv u VHJ Sempra Praha, na Slovensku u podniků Slovosivo Bratislava (polní plodiny), Semex Bratislava (zelenina, ovocné plodiny, okrasné rostliny), též Vinárské závody Bratislava, Výzkumný ústav tabakového priemyslu Veľký Báb. Semenářské státní statky a šlechtitelské stanice VHJ Oseva obhospodařovaly v letech 1981–1985 104 106 ha zemědělské půdy, z toho 91 936 ha orné půdy, pro množení a šlechtění 46 347 ha. Poslední změnu prodělala VHJ Oseva v roce 1989, kdy se stala státním podnikem.

## Velkovýkrmny
Na listopadovém zasedání ÚV KSČ v roce 1948 Klement Gottwald ve čtvrtém bodě svého projevu stanovil, že na venkově musí dojít k zajištění a rozšíření pevné materiálně-technické základny ve formě husté sítě státních traktorových stanic a veřejných výkrmen vepřů a ostatního dobytka a drůbeže. Účelem zřizování velkovýkrmen mělo být zajištění výrobního a vyživovacího plánu bez závislosti na dodávkách rolníků. Se zřizováním se započalo při velkostatcích Státních lesů a statků, při velkostatcích města Prahy, ale také při závodních kuchyních a statcích Výsadní dobytkářské společnosti.
Jako příklad, jak naši funkcionáři mají spojit odborné znalosti se znalostmi marxismu-leninismu, uvedl soudruh Slánský soudruha Gottwalda samého. Poukázal na to, že „než jsme projednávali otázku zřizování výkrmen, soudruh Gottwald si opatřil odbornou literaturu o chovu dobytka a o krmivu a prostudoval tyto problémy“. Proč studoval soudruh Gottwald tuto odbornou literaturu? Protože musíme k výstavbě socialismu vybudovat veřejné výkrmny vepřů, ostatního dobytka a drůbeže, abychom nadále omezovali kapitalistické síly na venkově a zároveň rozšířili vyživovací základnu lidu. Nabyté odborné znalosti sloužily tedy marxistovi-leninistovi Gottwaldovi k tomu, aby řešil zvláště problém zvýšené masné produkce v socialistickém sektoru zemědělství.
Rudé právo, 30.11.1948: Budovatelé socialismu si musí osvojit marxismus-leninismus

Velkovýkrmny se zřizují podle sovětského vzoru zejména v okolí větších obytných center, která poskytují množství kuchyňských odpadků a kryjí namnoze až 70% někde i 80% potřeby krmiv. V pětiletém plánu se značně zvýší kapacita velkovýkrmen, takže bude nutné zorganizovat sběr kuchyňských odpadků tak, aby byly využity všechny domácí zdroje krmiv. Z příkazu ministerstva výživy budovala Výsadní dobytkářská společnost již celou řadu výkrmen vepřů, dále zřizují vlastní výkrmny státní statky, některé velké průmyslové a výrobní podniky.
ČTK, 9. 2. 1949

### Prozatímní organizace velkovýkrmen 1948
Veškeré velkovýkrmny byly v prosinci roku 1948 rozděleny do 15 výrobních skupin: 1. Státní lesy a statky, 2. Ústřední rada družstev, 3. Horská pastevní družstva, 4. Zemědělská výrobní družstva, 5. Výsadní dobytkářská společnost, 6. ZNV v Praze (včetně ONV a MNV), 7. statky zemědělských výzkumných ústavů, 8. statky zemědělských škol (ministerstva školství), 9. objekty a statky trestnic (ministerstvo spravedlnosti), 10. statky JSČZ, 11. Zeměproduktiva Ostrava, 12. Statky firmy Baťa, n. p., 13. statky a objekty Československých dolů. n. p., 14. město Praha a 15. město Ostrava. Akce pro výstavbu velkovýkrmen byla řízena prostřednictvím skupinových zmocněnců v každé výrobní skupině. Ti měli na starosti také příděl krmiv, stavebního materiálu a ostatních potřeb. Plnění úkolů měli sledovat krajští inspektoři pro výkrm prasat a nejvyšším článkem v celé organizaci byl vládní zmocněnec pro výkrm prasat.
Velkostatky hlavního města Prahy uvedly do provozu už na podzim roku 1948 výkrmny: Běchovice č. 8, Suchdol, Šeberov, Chodov, Kyje, Cibulka, Dolní Počernice, plánovaly se výkrmny v Běchovicích na č. 2, v Dubči a v Jinonicích, při závodních kuchyních v Praze (Vysočanská mlékárna 10 vepřů, Tesla 15 vepřů, Tesla Mikrofa 5 vepřů, Tesla Vysočany 10 vepřů, Tesla Karlín 5 vepřů, pekárny Odkolek Vysočany 23 vepřů, Rubena 4 vepři, Tabáková režie 4 vepři, Orion 5 vepřů, Středočeské elektrárny 10 vepřů, ÚRO 5 vepřů, Spojené továrny na hosp. stroje 3 vepři, Svaz pro mléko a tuky 3 vepři, Filmové ateliéry 5 vepřů a závod Obus 6 vepřů). Výsadní dobytkářská společnost vykrmovala při svých statcích na okrese Praha-venkov-sever 323 vepře, v okrese Praha-venkov-jih 48 kusů, v okrese Praha-venkov-sever v Drazdech (statek Zdiměřice), ve Větrušicích, v Horoměřicích, v Chotči, Hostavicích, Ořechu, na okrese Praha-venkov-jih ve výkrmně v Kosoři, Horoušanech, Lahovicích, na Říčansku se plánovaly výkrmny v Pitkovicích, Nebušovicích a Kolovratech, na Jílovsku v Hodkovicích, Sulicích a Kamenici a na Českobrodsku v Horoúšanech. Kromě dosavadních dvorů měly Státní lesy a statky převzít k chovu prasnic jen v pražském kraji ještě asi 20 objektů.

### Velkovýkrmna Gigant-Smiřice
Z bývalé vrchní Správy státních statků a rybníků ve Smiřicích bylo k 1. červnu 1948 vytvořeno Ředitelství státních statků a rybníků a od ledna 1949 Státní statek, národní podnik ve Smiřicích s hospodářstvími Zderaz, Rodov, Holohlavy, Černilov cihelna, dílny Ratibořice, Dubno (nyní farma Dubno) a Ostrov s nadřízeným orgánem Inspektorát státních statků ve Smiřicích. Na podzim 1948 převzal Státní statek zbytkové statky Doubravice, Svinišťany, Velký Třebešov, Tašov, Ledce a Rozkoš a do parcelace Ostrov. Po vzniku národního podniku ČSSS tak bylo ve Smiřicích zřízeno sídlo Trustu státních statků. V roce 1952 (se zrušením národního podniku ČSSS) byla v Praze zřízena hlavní správa státních statků a ve Smiřicích sídlo Krajské správy státních statků. Současně došlo k připojení státního statku Opočno hospodářství Hoříněves ze statku Cerekvice, v roce 1953 k převzetí půdy přídělců v Sedloňově.
Dne 1. září 1949 bylo započato ve Smiřicích se stavbou velkovýkrmny prasat „Gigant“.
V těchto dnech byla zahájena výstavba velkovýkrmny vepřů ve Smiřicích nad Labem „GIGANT“, která bude největší velkovýkrmnou tohoto druhu. V prvním období má býti vybudováno 10 pavilonů, ve kterých bude po 1.000 kusech vepřů. Krmení prasat má být plně mechanizováno. Celý tento objekt je hospodářským přínosem pro celý kraj a znamená velký pokrok ve výstavbě socialismu v ČSR. Na stavbě Gigantu jsou zúčastněny dobrovolné brigády. Brigáda Komunálních podniků z Nové Paky pomáhá budovat základy obytných baráků.
ČTK, 1. 9. 1949

### Velkovýkrmna Gigant-Rožmberk (Třeboň)
V září 1949 byla na Státním statku Třeboň zahájena výstavba velkovýkrmy Gigant-Rožmberk a v květnu 1950 po dokončení stavby prvního pavilonu byl zahájen výkrm 1 000 kusů prasat, přičemž se pokračovalo ve výstavbě dalších objektů. Ředitelem velkovýkrmny Rožmberk v Třeboni byl jmenován František Melich. Dnem 1. ledna 1951 byla ze Státního statku Třeboň oddělena hospodářství Dvorce-Vranín (nyní Štěpánovice u Českých Budějovic) a oddělena velkovýkrmna s novým názvem n. p. Velkovýkrmna prasat Gigant – Rožmberk, jejímž ředitelem byl od 5. března 1951 jmenován Václav Jůza. Všechna ostatní hospodářství převzal Státní statek Jindřichův Hradec. Už od 1. ledna 1953 byl opětovně zřízen Státní statek Třeboň, n. p., k němuž byly přiřazen Gigant Rožmberk a závody: hospodářství Lhota (Mladošovice – Lhota), Třeboň a Dvorce (Třeboň), Vranín (Třeboň), Nový Dvůr – Obora (Borovany), Vrchy (Domanín u Třeboně), Zahrada, Chlum u Třeboně, od 1. listopadu 1953 přibyly ještě závody Rapšach, Ortvínovice (u obce Zvíkov u Lišova) a Šaloun (u obce Lomnice nad Lužnicí).
Od 1. ledna 1957 byl zřízen podnik Velkovýkrmna, Státní statek národní podnik v Třeboni, který během roku 1958 přebíral další hospodářství: Klikov, České Velenice a půdu na Rapšachu a Nové Vsi, celé hospodářství obce Klec, celkem 1 457 ha zemědělské půdy a podnik tak čítal 1 190 zaměstnanců. V roce 1960 přibyly farmy a závody Státního statku Jindřichův Hradec, : Nová Ves, Terezský Dvůr (u Stráž nad Nežárkou), Stráž, Jemčina, Cikar (Kardašova Řečice), Vřesná (Drahov), Metel (Kardašova Řečice), Holná (Ratiboř u Jindřichova Hradce), Mutyněves, Malý Ratmírov, Palupín a Bořetín; Státního statku Kamenice: Okrouhlá Radouň a Nová Včelnice; Státního statku Dačice: Studená a Meziříčko.
Z těchto převzatých farem byly utvořeny nové závody se sídlem: Cikar, Palupín, Stráž, Studená a Nová Včelnice, od roku 1961 se sídlem: Gigant, Třeboň, Lomnice, Rapšach, České Velenice a k tomu sloučena neprosperující JZD Dvory, Hrdlořezy, z části Vitoraz-Tušť a Hranice-Trpnouze. Tímto stoupl počet zaměstnanců na 2 399 osob a výměra půdy na 17 217 ha. K dalšímu slučování došlo v roce 1964: od Státního statku Bystřice přibylo hospodářství Šimanov (u Stráž nad Nežárkou). Rozrostlý podnik byl následně rozdělen zřízením Státního statku Chlum u Třeboně a od 1. ledna 1967 byl zbylý podnik začleněn do oborového podniku Velkovýkrmny Praha–Řepy, kdy mu byla podřízena hospodářství: hospodářství: Gigant-Třeboň, Lomnice, Lužnice, Smržov, Lhota, Břilice, Dvorce, Domanín, Branná, Hrachoviště, Cep, Suchdol, Nová Ves, Dvory, České Velenice, Cikar, Vranín, Klikov, Halámky, Majdalena, sušárna Hamr, včelařství Kopeček, drůbežárna Rapšach, chov koní Obora, dílny Vrchy, středisko mechanizace a dopravy, středisko přípravy investic, závodní kuchyně a další, s počtem zaměstnanců 1 946 osob.
Normalizační úpravy socialistického zemědělství a federální zřízení přinesly v roce 1973 sloučení s provozními jednotkami: drůbežárna Naděje (u obce Klec), osiva a Mokré louky (u obce Nové Hrady), nákup selat, mlýn Stráž (Fähnrichův Mlýn) a ústřední sklady a JZD Dunajovice; v roce 1975 převzetí části Státního statku Chlum u Třeboně a zřízení 4 hospodářství rostlinné výroby, střediska těžké mechanizace a 16 hospodářství živočišné výroby, delimitaci hospodářství Stráž nad Nežárkou (595 ha zemědělské půdy, z toho 357 ha orné půdy), které bylo přiděleno Okresní zemědělské správě Jindřichův Hradec. Podnik tak sestával ze 7 hospodářství rostlinné výroby, 12 hospodářství specializovaných na chov a výkrm skotu, 7 hospodářství na chov a výkrm prasat, 1 hospodářství pro výkrm brojlerů;
V roce 1981 bylo začleněno do závodu zemědělské družstvo Ponědraž s celkovou výměrou 1 142 ha zemědělské půdy. V roce 1986 převzal vedení odštěpného závodu 01 Třeboň nový ředitel Jindřich Žemlička a k 1. lednu 1987 byl z odštěpného závodu zřízen Státní statek Třeboň, který začal samostatně hospodařit. V roce 1989 došlo ke sloučení provozů živočišné výroby (ŽV) s chovem skotu s provozy rostlinné výroby (RV), hospodářství Stará Hlína a včelařské středisko připadly k hospodářství Břilice, zemědělská technika byla v rámci rostlinné výroby převedena do nově vytvořeného mechanizačního střediska pro účelné využití vybraných mechanizačních prostředků (STM – středisko těžké mechanizace) a z části přiřazena k hospodářství Rapšach. V té době bylo státním statkem obhospodařováno 15 141 ha zemědělské půdy, počet zaměstnanců činil 2 130 osob a průměrná měsíční mzda se pohybovala kolem 3 208 Kčs.
Po roce 1990 bylo rozhodnuto, že činnost Státního statku Třeboň bude ukončena formou privatizace a vypořádáním restitučních nároků. Novým ředitelem se stal 1. června 1990 Jiří Čermák. Dne 1. října 1991 byla v podnikovém rejstříku zapsána společnost Gigant, s. r. o., se sídlem v Třeboni (stejné jako Gigant-Třeboň), jejímiž zakladateli byli Ladislav Kasal, Jaromír Chlapec, Josef Rajnoch. Do konce října 1992 proběhlo upisování zaměstnaneckých akcií o akcie mimo kupónovou privatizaci. Ke dni 21. 2. 2012 byla společnost Gigant, s. r. o., vymazána z obchodního rejstříku.

### Velkovýkrmny Palárikovo
V roce 1945 vznikl z konfiskovaného majetku velkostatku hraběte Károlyi Státní statek, který byl organizačně podřízen ústřednímu ředitelství Státních lesů a statků v Bratislavě (ústredné riaditeľstvo Štátnych lesov a majetkov v Bratislave). V roce 1948 byly ke státnímu statku přičleněny další zemědělské půdy (církevní a dalších konfiskovaných velkostatků) a od 1. ledna 1949 zřízen národní podnik Čs. státní statky (Československé štátne majetky), státní statek Palárikovo, od roku 1952 „Štátny majetok v Palárikove, národný podnik Palárikovo“. V roce 1962 byl Státní statek Palárikovo přičleněn k Vekovýkrmnám, odborový podnik Praha-Řepy a nesl název „Veľkovýkrmne, národný podnik Palárikovo“. Od 1.7.1971 proběhla delimitace velkovýkrmen v Palárikově od oborového podniku Praha-Řepy a vznikl národní podnik „Veľkovýkrmne, odborový podnik Palárikovo“, který byl od 1.1.1979 přičleněn ke GRT Agrokomplex SCPV Nitra (celý název Generálne riaditeľstvo trustu Agrokomplex – Stála celoštatna poľnohospodárska výstava Nitra) a nesl název „Agrokomplex MPV, n. p. Palárikovo“ (celý název Agrokomplex – Majetok poľnohospodárskej výstavy, n. p. Palárikovo) a od 1. ledna 1989 byl opět vyčleněn jako samostatný státní podnik „Štátny majetok Palárikovo, š. p.“, který byl 3. prosince 1996 privatizován společností „Poľno SME, s. r. o.“ (od 3. 9. 2003 nový majitel TECH-PROGRES, spol. s r. o. Selice).

## Ukončení činnosti státních statků
Po druhé světové válce bylo na základě dekretů prezidenta republiky zkonfiskováno 496 hradů a zámků (včetně jejich vybavení), které se tak dostaly do vlastnictví státu. Jednalo se o majetek značného rozsahu, který spravoval Národní pozemkový fond Ministerstva zemědělství. V květnu 1946 vznikla Národní kulturní komise, která vybrala 47 objektů (přibližně 10% z celkového počtu) a ty určila ke zpřístupnění veřejnosti. Zbytek zůstal u Národního pozemkového fondu, u kterého si žádaly různé instituce a spolky o příděl a parcelaci konfiskátů. Jejich uživateli se staly Státní statky, JZD, školy, různé zotavovny a dětské domovy, atd. Mnohé zámecké komplexy měly tak po druhé světové válce velmi pohnuté osudy. Obzvláště objekty ve správě Státních statků podléhaly obrovské devastaci, jejímž důvodem byla zcela chybějící údržba, ale „také macešské chování a zacházení správce nebo pronajímatele ke kulturní památce.“
Uherčický zámecký komplex měl po druhé světové válce velice pohnuté osudy. Roku 1946 byl poslednímu soukromému majiteli zkonfiskován a předán do národní správy, konkrétně do správy Československých státních statků Jaroměřice nad Rokytnou a posléze Čs. státního statku Lesná. Během jejich správcovství byla část objektu užívána několik let táborem nucených prací a dále rotou Pohraniční stráže. Část byla užívána i samotnými státními statky, jako byly byty nebo kancelářské prostory...chování a zacházení správce nebo pronajímatele ke kulturní památce přivedlo jeden z nejrozsáhlejších zámeckých komplexů k pokraji zániku. Vzhledem ke zdevastovanému stavu se dokonce roku 1985 uvažovalo o jeho demolici.
Monika Krejčová: Příběh uherčického zámku. Poválečná historie v letech 1945-1979, Brno 2013
V důsledku společenských změn po roce 1989 docházelo k postupnému ukončení činnosti státních statků. Transformační instituce, realizující IV. pilíř – změny vlastnických práv v České republice nastartovaly restituční procesy (malá restituce, restituce mimosoudními rehabilitacemi, restituce zemědělského a lesního majetku, restituce židovského majetku, restituce církevního majetku, restituce historického majetku obcí), proces likvidace státních podniků, proces konkurzního - insolvenčního řízení státních podniků a proces transformace státního majetku do majetku obcí.
Státní podniky (tedy i Státní statky), jejichž veškerý majetek byl privatizován jednorázovým vložením do obchodní společnosti, byly zrušeny bez likvidace a vymazány z obchodního rejstříku. Další státní podniky byly rušeny postupně:
1. slučovány s jinými tzv. „zbytkovými státními podniky“, jejichž úkol tkvěl v soustřeďování majetku, práv a závazků rušených podniků (také ostatních zemědělských závodů, ZZN, STS, státních rybářství, zemědělských staveb apod.) Z bývalých okresních zemědělských správ vznikly územní odbory MZ, které akci řídily v terénu.
2. dány do likvidace, která u řady Státních statků probíhá (Státní statek Bílý Kostel, s. p. v likvidaci; Státní statek Česká Kamenice, s. p. v likvidaci; Státní statek hl. města Prahy, s. p. v likvidaci; Státní statek Jeneč, s. p. v likvidaci; Státní statek Kuřim, s .p. v likvidaci).[60][61][62][63][64][65]

K 31. prosinci 1997 se podařilo ukončit 92,7 % restitučních případů. Do konce roku 1997 tak bylo v privatizačním procesu zrušeno z celkového počtu 316 státních statků (a jim podobných podniků) 271 státních statků.